# Emma Lowndes
Emma Lowndes (* 1975 in Irlam, City of Salford, Greater Manchester, England) ist eine britische Schauspielerin.

## Leben
Lowndes wurde in Irlam bei Manchester als Tochter von Eric und Suzanne Lowndes geboren. Sie hat zwei Geschwister, darunter den ehemaligen Profifußballspieler Nathan Lowndes. Sie besuchte die Irlam Primary School und die Urmston Grammar School, bevor sie an der University of York Englisch studierte. 2000 machte sie ihren Abschluss an der Royal Academy of Dramatic Art. Seit 2012 ist sie mit dem Schauspieler Jason Merrells verheiratet, mit dem sie ein Kind hat. Ab 2002 folgten Nebenrollen in den Filmen All or Nothing und Lenny Blue sowie eine Episodenrolle in der Fernsehserie Heartbeat. Eine größere Rolle übernahm sie 2006 als Mary Rivers in Jane Eyre. Von 2007 bis 2009 stellte sie in der Fernsehserie Cranford die Rolle der Bella Gregson dar. Von 2014 bis 2015 verkörperte sie die Rolle der Mrs. Margie Drewe in der Fernsehserie Downton Abbey.

## Filmografie (Auswahl)
- 2002: All or Nothing
- 2002: Lenny Blue (Fernsehfilm)
- 2002: Heartbeat (Fernsehserie, Episode 12x02)
- 2003: Burn It (Fernsehserie)
- 2003: Frühgeboren (This Little Life, Fernsehfilm)
- 2004: Von Trapped (Fernsehfilm)
- 2005: The Walk (Fernsehfilm)
- 2005: Frozen
- 2005: Waking the Dead – Im Auftrag der Toten (Waking the Dead, Fernsehserie, 2 Episoden)
- 2006: Jane Eyre (Fernsehmehrteiler, 2 Episoden)
- 2006: Afterlife (Fernsehserie, Episode 2x08)
- 2007–2009: Cranford (Fernsehserie, 6 Episoden)
- 2008: Doctors (Fernsehserie, 2 Episoden)
- 2008: Heartbeat (Fernsehserie, Episode 17x17)
- 2008: The Royal (Fernsehserie, Episode 7x03)
- 2009: Paradox (Miniserie, Episode 1x05)
- 2009: Moving On (Fernsehserie, Episode 1x01)
- 2010: Survivors (Fernsehserie, 2 Episoden)
- 2011: Silent Witness (Fernsehserie, 2 Episoden)
- 2011: Vera – Ein ganz spezieller Fall (Vera, Fernsehserie, Episode 1x04)
- 2013: Moving On (Fernsehserie, Episode 5x05)
- 2014–2015: Downton Abbey (Fernsehserie, 7 Episoden)
- 2015: Die Musketiere (The Musketeers, Fernsehserie, Episode 2x04)
- 2016: Bumps (Kurzfilm)
- 2017: The Trial: A Murder in the Family (Fernsehserie, 5 Episoden)
- 2019: Mrs. Taylor’s Singing Club
- 2020: Call the Midwife – Ruf des Lebens (Call the Midwife, Fernsehserie, Episode 9x01)
- 2020: Casualty (Fernsehserie, Episode 34x27)
- 2021: Danny Boy (Fernsehfilm)